# منتخب كوبا لهوكي الحقل للرجال
منتخب كوبا الوطني لهوكي الحقل للرجال (بالإسبانية: Selección masculina de hockey sobre césped de Cuba)‏ هو ممثل كوبا الرسمي في المنافسات الدولية في هوكي الحقل .